# أوميت أيدين
أوميت أيدين (بالتركية: Ümit Aydın)‏ (16 يناير 1980 في تركيا - ) هو لاعب كرة قدم تركي في مركز الوسط. لعب مع غلطة سراي.

## وصلات خارجية
- أوميت أيدين على موقع اتحاد تركيا (لاعب) (الإنجليزية)
- أوميت أيدين على موقع قاعدة بيانات كرة القدم.إي يو (الإنجليزية)
- أوميت أيدين على موقع عالم كرة القدم.نت (الإنجليزية)